# Theodor Kullak
Theodor Kullak (12 de septiembre de 1818 - 1 de marzo de 1882) fue un pianista, compositor y maestro alemán nacido en Krotoschin y fallecido en Berlín.

## Primeros años
Kullak nació en Krotoschin (Krotoszyn) en Gran Ducado de Posen. Comenzó sus estudios de piano como alumno de Albrecht Agthe de Poznań. Avanzó lo suficiente como para, a los ocho años, despertar el interés del príncipe artística Antoni Radziwiłł. Esta temprana capacidad de atraer el noble patrocinio era un arte que continuó desplegando en ventaja suya durante muchos años posteriormente. En 1829, el príncipe utilizó su influencia para presentarlo en la corte de Berlín. Apareció con la soprano Henriette Sontag. El rey Federico Guillermo IV estaba tan encantado con él que presentó al joven Kullak a Friedrichs d'or. Seis semanas en Berlín fueron una verdadera aventura culminada con un concierto en Breslau, que fue recibido con una gran ovación. La amabilidad del príncipe Radziwill se reforzó patrocinando a Kullak sus gastos escolares en Sulechów (ahora en Polonia).
Kullak finalmente perdió el patrocinio de Radziwill y desde los trece hasta los dieciocho años, utilizó el acceso sólo de vez en cuando a un piano. A los diecinueve años, a instancias de su padre, se fue a estudiar medicina en Berlín. Pero la medicina nunca motivó a Kullak. La música era una vocación más urgente y un nuevo amigo aristocrática, Ingenheim, le ofreció algo de dinero que le permitió estudiar música con Siegfried Dehn y E. E. Taubert. Ingenheim también contribuyó a proporcionarle varios alumnos de rango. En 1842 un Frau von Massows intercedió en su favor en los lugares correctos, y el emperador Federico Guillermo IV puso a disposición de Kullak 400 táleros para sus estudios de piano.

## Carrera musical
A los 24 años, optó por una formación vienesa. Carl Czerny se hizo cargo de su educación pianística y Otto Nicolai y Simon Sechter, la parte teórica de las cosas. Franz Liszt y Adolf von Henselt fueron también muy buenas influencias. Kullak tocó un poco en Imperio austríaco ese año, pero en 1843 regresó a Berlín, donde Fräulein von Hellwig le consiguió el puesto de instructor de piano con la princesa Ana, hija del príncipe Karl. Esto fue sólo el comienzo. Kullak se especializó en la enseñanza de príncipes y princesas de la casa real, así como los hijos de muchas familias de clase alta que se dieron cuenta de sus excelentes calificaciones profesorales, conexiones y presumiblemente, sus modales impecables.
En 1844 fundó la Kullak Tonkünstler -Verein en Berlín y la presidió durante muchos años. Dos años más tarde, a la edad de veintiocho años, fue nombrado pianista de la corte prusiana, y cuatro años después fundó la Berliner Musikschule (también conocida como el Instituto Kullak) en colaboración con Julius Stern y Adolf Bernhard Marx. Sin embargo, durante los cinco años siguientes, la disensión mostrado su lado oscuro entre ellos y Kullak retiró de su instituto, que entonces se conocía como el Consevatorio Stern, con Hans von Bülow como director.
En 1851 Kullak estableció una nueva escuela, la Neue Akademie der Tonkunst, que resultó ser un éxito a largo plazo y se refiere cariñosamente como "Academia de Kullak". Se especializó en la formación de los pianistas y se convirtió en la mayor escuela privada de música de toda Alemania. En el momento de su vigésimo quinto aniversario, se jactó de un centenar de profesores y mil cien estudiantes. Kullak se hizo profesor en 1861 y también fue elegido miembro honorario de la Royal Academy of Music de Florencia. Muchas otras distinciones también le fueron concedidas.
Su hijo Franz (1844-1913) recibió su formación musical en la Academia de su padre y completó sus estudios con Karl Wehle y Henry Litolff en París, pero abandonó la carrera de conciertos debido a una problema nervioso, y en su lugar enseñó en la Neue Akademie donde sucedió a su padre como director después de la muerte de éste en 1882.
Kullak escribió una gran cantidad de música de piano en instrucción, con Die Schule des Oktavenspiels (1848), siendo especialmente famosa. Su otra música, incluyendo a concierto para piano en do menor, y dos sonatas, tocada muy rara vez hoy en día.
Entre los muchos alumnos de Kullak figuraron Alfred Grünfeld, Heinrich Hofmann, Alexander Ilyinsky, Moritz Moszkowski, Silas Gamaliel Pratt, Julius Reubke, Nikolai Rubinstein, Xaver Scharwenka, Otto Bendix, Hans Bischoff, Amy Fay, Emil Liebling  y James Kwast. Destaca el pianista y compositor bohemio Franz Bendel.

## Composiciones

### Piano
Piano Solo
- Two Etudes de Concert, Op. 2
- Grand Valse brillante, Op. 3
- Le Reve, Pièce de Salon, Op. 4
- Danse des Sylphides, Op. 5
- 12 Transcriptions, Op. 6
- Grand Sonata in F sharp minor, Op. 7
- 12 Transcriptions ou Paraphase, Op. 9
- Fantaisie de Concert sur Freischütz, Op. 11
- Grande Fantaisie sur ‘La Fille du Régiment’, Op. 13
- Grande Fantaisie sur ‘Preciosa’, Op. 14
- Grande Fantaisie sur ‘Jessonda’, Op. 15
- Grande Fantaisie sur La Fille du Régiment de Donizetti, Op. 16
- Die Kunst des Anschlags, Fingerübungen, Op. 17
- Fantaisie de Caprice, Op. 19
- Portfeuille de Musique #1, Op. 20
- La Gazelle, Op. 22
- Une Fleur de Pologne, Polonaise brilliant, Op. 24
- 6 Solis de Piano, Op. 25
- Symphonie-Sonate in E flat major, Op. 27
- Le Danaides, Fantaisie, Op. 28
- Nord et Sud, 2 Nocturnes, Op. 29
- Grande Fantaisie sur ‘L'Etoile du Nord’, Op. 30
- Paraphrase du 4me Acte de ‘Dom Sébastian’, Op. 31
- 3 Mazurkas, Op. 34
- Notturno, Op. 35
- Chant d'Ossian, Op. 36
- Perles d'écume, Fantaisie, Op. 37
- Libella, Thème et Etude, Op. 38
- Rayons et Ombres, 6 Pieces, Op. 39
- Caprice-Fantaisie sur ‘L'Etoile du Nord’, Op. 40
- 2 Paraphrases sur Verdi's Ernani, Op. 43
- La belle Amazone, Rondeau à la Polacca, Op. 44
- Pieces, Op. 45
- Fleurs du Sud, 6 Pieces, Op. 46
- School of Octave playing, Op. 48
- Saltarello di Roma, Op. 49
- Rotkäppchen, Op. 50
- Portfeuille de Musique #2, Op. 51
- Impromptu, Op. 52
- Etincelles, Thème et Etude, Op. 53
- Ballade, Op. 54
- Bouquet de 12 Mélodies russes, Op. 56
- Les Fleurs animées, Op. 57
- Romance variée, Op. 58
- Allegro di Bravoura, Op. 59
- Le Prophète, 7 Transcriptions de Concert, Op. 60
- Schule der Fingerübungen, Op. 61
- Scenes of Childhood, Op. 62
- Galop de Salon, Op. 63
- Valse de Salon, Op. 64
- Romance de Dargomijski, Op. 65
- Romance de Glinka, Op. 66
- Improvisation sur ‘La Fée aux Roses’, Op. 67
- 2 Mélodies hongroises, Op. 68
- 2 Pieces, Op. 71
- Airs nationaux bohémiens, Op. 72
- Ratschläge und Studien, Op. 74
- 5 Idylles, Op. 75
- Shéhérazade, Op. 78
- Lieder aus alter Zeit, Op. 80/1
- Improvisation dramatique sur ‘L'Etoile du Nord’, Op. 80/2
- Leonore, Ballade, Op. 81/1
- Scenes of Childhood, Op. 81/2
- Paraphrase du Siège de Corinthe, Op. 82
- Petrarca an Laura, 3 Pieces, Op. 84
- Hymne, Op. 85
- Bolero di Bravoura, Op. 86
- Valse de Salon, Op. 87
- Psyché, Etude fantastique, Op. 88
- In Wald und Flur, Pieces, Op. 89/1
- Les Arpèges, Etude de Concert, Op. 89/2
- Im Mai, Impromptu, Op. 90
- Au Clair de la Lune, 2 Nocturnes, Op. 91
- 2 Chansonnettes, Op. 92
- Violen, Pieces, Op. 93
- Zwiegespräch, Op. 94
- St. Gilgen, Barcarolle-Prière, Op. 95
- Scherzo, Op. 96
- Impromptu-Caprice, Op. 97
- Airs nationaux italiens, Op. 98
- 2 Valse-Caprices, Op. 99
- Sang und Klang, 4 Pieces, Op. 100
- 2 Polonaises caractéristiques, Op. 101
- Romance in G major, Op. 102
- Hommage à S.A.R. la Princesse royale de Prusse, 3 Pieces, Op. 103
- 4 Solostücke, Op. 104
- Im Grünen, Pieces, Op. 105
- Gracieuse, Impromptu, Op. 106
- Airs nationaux russes, Op. 108
- Polonaise et Valse-Impromptu, Op. 109
- Mazurka-Caprice, Op. 110
- Lieder aus alter Zeit, Op. 111
- Ondine, Op. 112
- 6 Pieces, Op. 113
- Valse-Caprice, Op. 115
- Bolero, Op. 116
- Marche de Couronnement de Meyerbeer, Op. 117
- Valse mignonne, Op. 118
- Soldatenlieder, Op. 119
- Arcadien, Pieces, Op. 120
- Konzert-Etüde für die Klavierschule von Lebert und Stark, Op. 121
- Concert Etude, Op. 122
- Barcarole, Op. 123
- Fantasiestück, Op. 124
- Scherzo in G major, Op. 125
- Mazurka de Concert, Op. 126
- Cavatine de Robert le Diable de Meyerbeer
- Scherzo
- Romanze by Warlamoff (Transcription of Varlamov)

### Orquestal
- Piano Concerto in C Minor, Op. 55 (Piano and Orchestra) (compuesto alrededor de 1850)

### Música de cámara
- Andante for Violin and Piano, Op. 70
- Piano Trio in E, Op. 77

### Lieder
- 4 songs, Op. 1

## Discografía
- Kullak, Theodor: Klavierkonzert c-moll op. 55 (Hyperion Records 1999 (Serie: 'The Romantic Piano Concerto' Vol. 21. Piano: Piers Lane. Glasgow BBC Scottish Symphony Orchestra)[2]